# Andrius Gedgaudas
Andrius Gedgaudas (ur. 18 września 1978 w Kownie) – litewski piłkarz grający na pozycji pomocnika, reprezentant Litwy.

## Kariera piłkarska

### Kariera klubowa
W 1996 rozpoczął karierę piłkarską w Žalgirisie Wilno, skąd został zaproszony do klubu Atlantas Kłajpeda. W 1999 bronił barw Karedy Szawle. Na początku 2000 wyjechał do Polski, gdzie został piłkarzem Widzewa Łódź. Jesienią 2000 powrócił do ojczyzny, gdzie potem ponownie grał w Žalgirisie Wilno i Atlantas Kłajpeda. Latem 2001 przeszedł do ukraińskiego Metałurha Donieck, ale po pół roku został przeniesiony do drugiej drużyny, a po zakończeniu sezonu opuścił doniecki klub. Następnie występował w ormiańskim Spartaku Erywań, litewskim FBK Kaunas, rosyjskim Tomu Tomsk, Atlantasie Kłajpeda, azerskim İnterze Baku, litewskiej Bangie Gorżdy oraz niemieckich TSV Rain am Lech i FC Mertingen. Na początku 2010 powrócił do Bangi Gorżdy, a latem 2010 przeniósł się do Taurasa Taurogi. Na początku 2011 został piłkarzem FK Šilutė, a latem 2011 powrócił do Taurasa Taurogi.

### Kariera reprezentacyjna
W latach 2003–2007 występował w narodowej reprezentacji Litwy.

## Sukcesy i odznaczenia

### Sukcesy klubowe
- mistrz Litwy: 1998, 2003, 2004
- wicemistrz Litwy: 1999, 2001, 2005
- brązowy medalista Mistrzostw Ukrainy: 2002
- mistrz Azerbejdżanu: 2008
- zdobywca Pucharu Litwy: 1999, 2004, 2005

### Sukcesy indywidualne
- najlepszy piłkarz Mistrzostw Litwy: 2004